# Howie Casey
Howie Casey (Liverpool, 12 juli 1937) is een Britse rhythm-and-blues en rocksaxofonist. Hij kreeg bekendheid in het begin van de jaren 1960 als lid van Derry and the Seniors, de eerste rock-'n-rollband uit Liverpool die in clubs in Duitsland speelde, en later als leider van de hernoemde Howie Casey and the Seniors, de eerste Liverpool-band die een lp opnam. Hij was een veelgevraagd sessiemuzikant, met name in blazerssecties in de jaren 1970, en nam op en/of toerde met bands als Paul McCartney & Wings, T. Rex, The Who en ABC.

## Carrière
Hij werd geboren in Huyton, Liverpool als zoon van Thomas en Stella (Sarah) Casey en begon in zijn tienerjaren saxofoon te spelen. Na een periode in de techniek te hebben gewerkt, werd hij in 1955 opgeroepen voor de nationale dienstplicht, speelde hij in een militaire band en, na het horen van vroege rock-'n-roll-platen van Little Richard, Fats Domino en anderen, formeerde hij een rockband voordat hij het leger verliet in 1958. Terug in Liverpool sloot hij zich eerst aan bij The Rhythm Rockers, een groep onder leiding van drummer Frank Wibberley, en daarna bij de band The Hy-Tones.

### The Seniors
Eind 1959 richtte hij zijn eigen band The Seniors op. Andere oorspronkelijke leden van de groep waren Billy Hughes (slaggitaar), Stan Foster (piano) – beiden hadden in de Hy-Tones gezeten – samen met Brian Griffiths (lead gitaar), Phil Whitehead (bas) en Jeff Wallington (drums). Al snel voegden ze leadzanger Derry Wilkie toe, een zwarte Britse zanger die eerder bij de Hy-Tones had gezongen. Als Derry and the Seniors trad de band op op lokale podia en in mei 1960, na een optreden in een show onder leiding van Gene Vincent werd ze uitgenodigd om auditie te doen voor de rol van begeleidingsband voor Liverpool-ster Billy Fury. Hoewel ze de auditie niet wonnen, werden ze uitgenodigd door Fury's manager Larry Parnes om naar Londen te gaan om op te treden in de 2i's Coffee Bar in Soho.
Een paar weken later speelden ze bij de 2i's, waar ze toevallig werden gezien door Bruno Koschmider, een bezoekende Duitse clubeigenaar die op zoek was naar acts die hij kon gebruiken in zijn Hamburgse club de Kaiserkeller. The Seniors reisden naar Duitsland en speelden in de zomer van 1960 regelmatig in Hamburg, waar ze zich later voegden bij de rivaliserende Liverpool-band The Beatles. Omdat de bandleden echter geen werkvergunning of visum hadden, werden ze in oktober 1960 gerepatrieerd naar het Verenigd Koninkrijk. Begin 1961 hervormde de band onder de naam Howie Casey and the Seniors, met Frank Wibberley op drums en Wilkie deelde de zang met Freddie Fowell, die later zijn naam veranderde in Freddie Starr. Vervolgens tekenden ze een platencontract bij Fontana Records en werden ze de eerste beatband uit Liverpool die een lp opnam. Het album Twist at the Top werd uitgebracht in februari 1962, samen met de single Double Twist. Er volgden nog de twee singles I Ain't Mad at You en The Boll Weevil Song, maar het werden geen hits. De band viel medio 1962 uit elkaar. Een uitgebreide cd-versie van het album Twist at the Top werd in 2010 uitgebracht door Bear Family Records.

### In Europa
In 1963 reisde Casey naar Duitsland en voegde zich bij Kingsize Taylor & The Dominoes, die in Hamburg waren gevestigd. De band nam daar op voor het Philips-label, maar ook voor Polydor. Het Polydor-album Let's Do the Slop, Twist, Madison, Hully Gully ..., werd uitgebracht onder het pseudoniem The Shakers en drie singles ervan - Money, Whole Lotta Lovin' en Hippy Hippy Shake werden uitgebracht in het Verenigd Koninkrijk. Kingsize Taylor & The Dominoes, met Casey, fungeerde ook als begeleidingsgroep voor Alex Harvey, voordat hij terugkeerde naar het Verenigd Koninkrijk om Chuck Berry en Carl Perkins te begeleiden op tournee in 1964. Kort daarna ging de band uit elkaar, waarbij Taylor terugkeerde naar Duitsland, terwijl de andere bandleden verbleven in het Verenigd Koninkrijk.
Casey keerde echter al snel terug naar Duitsland met de band The Pawns en voegde zich vervolgens bij The Krew, die optrad in Frankrijk, Italië en Zwitserland. Casey speelde ook met zijn eigen band in Europa, voordat hij in 1970 terugkeerde naar Londen.

### Sessiemuzikant en Wings
Hij werd al snel succesvol als sessiemuzikant, werkte vooral samen met producent Tony Visconti, maakte platen voor Marc Bolan en vele anderen en toerde ook met Bolan. Visconti vroeg hem vervolgens om samen te werken met Paul McCartney, die Casey sinds het succes van The Beatles een aantal jaren niet had ontmoet, aan het Wings-album Band on the Run, opgenomen in 1973. Hij verscheen op verschillende nummers, waaronder Jet, Bluebird en Mrs. Vandebilt. Hij speelde ook met Wings op de 66-show Wings Over the World-tournee in 1975-1976 en verscheen vervolgens op het live-album en tv-/filmpublicaties van die tournee: Wings Over America, Wings Over the World en Rockshow. Hij speelde ook op de studioalbums Wings at the Speed of Sound (1976) en Back to the Egg (1979) en als onderdeel van Rockestra bij de Concerts for the People of Kampuchea (1979). Het was de bedoeling dat hij zou deelnemen aan de volgende wereldtournee van McCartney, maar die werd stopgezet nadat McCartney begin 1980 in Japan was gearresteerd wegens het bezit van marihuana.
Casey verscheen op het album Malice in Wonderland van Paice, Ashton & Lord uit 1976. Hij speelde op de filmsoundtrack van Tommy (1975) en toerde met The Who in 1979.

### Later leven
Casey's derde vrouw Sheila zong met haar zus Jeanette als The McKinleys, die in het begin van de jaren 1960 verschillende platen maakte en toerde en achtergrondzang verzorgde voor The Beatles, The Rolling Stones, The Hollies en anderen. Het echtpaar verhuisde in 1979 naar Bournemouth. In de vroege jaren 1980 formeerden Howie en Sheila Casey de rhythm and blues, soul en rock-'n-roll band The Slobs, bestaande uit lokale sessiemuzikanten. Met een wisselende bezetting bleven The Slobs optreden in Zuid-Engeland en toerden op grotere schaal.
In 2007 verscheen Casey in Marc Bolan: The Celebration Concert, samen met Tony Visconti, Gloria Jones, Marc Almond en anderen, ter gelegenheid van Bolan's 50ste verjaardag. Het concert werd in 2012 op dvd uitgebracht.
Sheila Casey overleed in december 2012 aan kanker.
In 2014 trad Howie op in Nieuw-Zeeland met een Wings and Beatles-tributeshow, met de lokale zanger en songwriter Tim Armstrong, en nam ook verschillende nummers op met Armstrong.
Toen hij terugkeerde naar het Verenigd Koninkrijk, stelde Casey Beatles With Wings samen, een band van 10 tot 13 muzikanten met een volledige blazerssectie die de muziek van Paul McCartney, The Beatles en Wings speelt.

## Discografie

### Singles
Howie Casey & the Seniors
- 1962: Double Twist/True Fine Mama (Fontana Records)
- 1962: I Ain't Mad At You/Twist At The Top (Fontana Records)
- 1963: The Boll Weevil Song/Bony Maronie (Fontana Records)

### Albums
Howie Casey & the Seniors
- 1962: Twist At The Top (Fontana Records)
- 1965: Let's Twist (herpublicatie van Twist At The Top, Wing)
- 2002: Twist At The Top (herpublicatie, Bear Family Records)

Gastmuzikanten
- 1973: Wings – Band On The Run
- 1976: Wings – Wings Over America (Live Album)
- 1979: Wings – Back to the Egg
- 1983: ABC – Beauty Stab
- 1987: ABC – Alphabet City